# صنع في أمريكا
المصنع الأمريكي أو صنع في أمريكا (باللغة الإنجليزية: American Factory) (باللغة الصينية:美国工厂) هو فيلم وثائقي أمريكي في عام 2019 من إخراج ستيفن بوغنار وجوليا رايشرت، يتناول قصة استحواذ الشركة الصينية Fuyao في Moraine ، وهي مدينة بالقرب من Dayton ، أوهايو، على مصنعMoraine Assembly ، وهو مصنع مهجور ومغلق لشركة جنرال موتورز. تم عرض الفيلم لأول مرة في مهرجان مهرجان صندانس السينمائي 2019 . تم توزيعه من قبل شبكة Netflix وهو أول فيلم من إنتاج شركة باراك وميشيل أوباما High Ground Productions .  فاز الفيلم في حفل جوائز الأوسكار لأفضل فيلم وثائقي.

## الإنتاج
تم تصوير الفيلم في ثلاث سنوات من فبراير 2015 حتى نهاية عام 2017، تم السماح بالتصوير لـ رايشرت وبوغنار من قبل شركة Fuyao في مواقع مصانعها في أوهايو والصين. لقد كانو ملهمين لصنع هذا الفيلم لأن الأحداث التي كانوا يهدفون إلى تصويرها كانت في نفس مصنع Moraine Assembly الذي استحوذت عليه شركة جنرال موتورز، والذي كان الموضوع الرئيسي لفيلمهم الوثائقي القصير المرشح لجائزة الأوسكار لعام 2009 The Last Truck: Closing of a GM النبات. 
لم يكونوا صناع الفيلم حتى عملية التحرير أنهم سوف يركزوا على تجارب العمال أنفسهم أثناء تولي مصنع فوياو Fuyao ، الذي وصفوه بأنه «القلب النابض للقصة».
تم تبسيط أجزاء اللغة الصينية الماندرين في الفيلم من خلال إشراك مخرجان صينيان، Yiqian Zhang وMijie Li ، أحدهما أو كلاهما بدأو في السفر إلى أوهايو شهريًا. يعتقد المخرجون أن تبسيط اللغة وجلب المخرجين الصينيين أمران مهمان في توفير اتصال بالمواضيع الصينية التي تم تصويرها في هذا الفيلم.

### الإسلوب
طبق صانعو الفيلم أسلوب «فلاي أون ذا وول» في صناعة الأفلام الوثائقية، حيث لا يوجد هناك حوار خارجي لموضوعات الفيلم، ويتم إعطاء الأولوية لأصوات المصنع وحوارات العمال. ومن أجل جعل مثل هذا الأسلوب السمعي / المرئي محوريًا، طبق صانعو الأفلام استخدام الميكروفونات المعلقة من أجل تحقيق توازن فعال بين حوار العمال وسط الضوضاء المنبعثة من آلات المصنع. السرد الصوتي المقدم من عمال المصنع غالبا ما كان يسجل في منازلهم، بشكل مستقل عن محيط المصنع. وفقًا لبوغنار، فإن سرد رواية الفيلم بهذه الطريقة هي لخلق تأثير تصوير الحوار الداخلي للعامل.

## الإستقبال لدى الجمهور
بعد عرض الفيلم في مهرجان الأفلام Sundance ، لاقى استحساناً واسعاً. وعلى موقع التقييم الشهير Rotten Tomatoes ، حظي الفيلم على نسبة تبلغ 96 ٪ بناءً على آراء 89 ناقدا، بمتوسط 8.38 / 10. يقول إجماع الموقع: «يأخذ المصنع الأمريكي نظرة عميقة - ومقلقة - إلى الديناميكية بين العمال وأصحاب العمل في الاقتصاد المعولم في القرن الحادي والعشرين.»  على موقع ميتاكريتيك، لديها متوسط درجات مرجح يبلغ 86 من 100 بناءً على رأي 23 ناقداً، مما يشير إلى «الإشادة العالمية».
كتب الناقد ديفيد إدلشتاين من مجلة نيويورك قائلاً : «إنه عمل عظيم وواسع وعمل إنساني عميق، وغاضب ولكنه متعاطف مع جوهر العمل. إنه يشير إلى نهاية عالم العمل الذي نعرفه - وصعود الآلات.»  ووصفها إريك كون من IndieWire بأنها «كوميديا تراجيدية رائعة حول عدم توافق الصناعات الأمريكية والصينية.» 
نال الفيلم جائزة أفضل فيلم وثائقي في حفل توزيع جوائز الأوسكار لعام 2020 بالإضافة إلى حصوله على جوائز الروح المستقلة عن فئة الوثائقيات.

## الجوائز

### جوائز الاوسكار
| عام  | الفئة            |
| ---- | ---------------- |
| 2020 | أفضل فيلم وثائقي |

### جوائز نقابة المديرين
| عام  | الفئة                       |
| ---- | --------------------------- |
| 2020 | إخراج متميز - أفلام وثائقية |

### جوائز نقابة المنتجين الأمريكية
| عام  | الفئة                               |
| ---- | ----------------------------------- |
| 2020 | منتج متميز للصور المسرحية الوثائقية |

### جوائز الروح المستقلة
| عام  | الفئة            | نتيجة |
| ---- | ---------------- | ----- |
| 2020 | أفضل فيلم وثائقي |       |

### جوائز بيبودي
| عام  | الفئة  | نتيجة |
| ---- | ------ | ----- |
| 2020 | وثائقي |       |

### جوائز Primetime Emmy Awards
| عام        | الفئة                                    |
| ---------- | ---------------------------------------- |
| 2020 </br> | إخراج متميز لبرنامج وثائقي / واقعي       |
| 2020 </br> | تصوير سينمائي متميز للبرمجة غير الخيالية |
| 2020 </br> | تحرير الصور المتميز للبرمجة غير الخيالية |

## وسائط المنزل
كان من المجدول إصدار نسخ DVD وBlu-ray لـ American Factory في عام 2020 كجزء من The Criterion Collection .

## روابط خارجية
- صنع في أمريكا على موقع IMDb (الإنجليزية)
- صنع في أمريكا على موقع ميتاكريتيك (الإنجليزية)
- صنع في أمريكا على موقع روتن توميتوز (الإنجليزية)
- صنع في أمريكا على موقع نتفليكس (الإنجليزية)
- صنع في أمريكا على موقع ألو سيني (الفرنسية)
- صنع في أمريكا على موقع أول موفي (الإنجليزية)
- صنع في أمريكا على موقع فيلمافينيتي (الإسبانية)
- صنع في أمريكا على موقع قاعدة بيانات الفيلم (الإنجليزية)
- صنع في أمريكا على موقع ليتربوكسد (الإنجليزية)
- صنع في أمريكا على موقع كينوبويسك (الروسية)

- الموقع الرسمي